# サンデー・ウェストゲート
サンデー・ウェストゲート（Sandee Westgate、1979年5月5日 - ）は、アメリカ合衆国のポルノ女優。カリフォルニア州出身。